# 4月30日公园

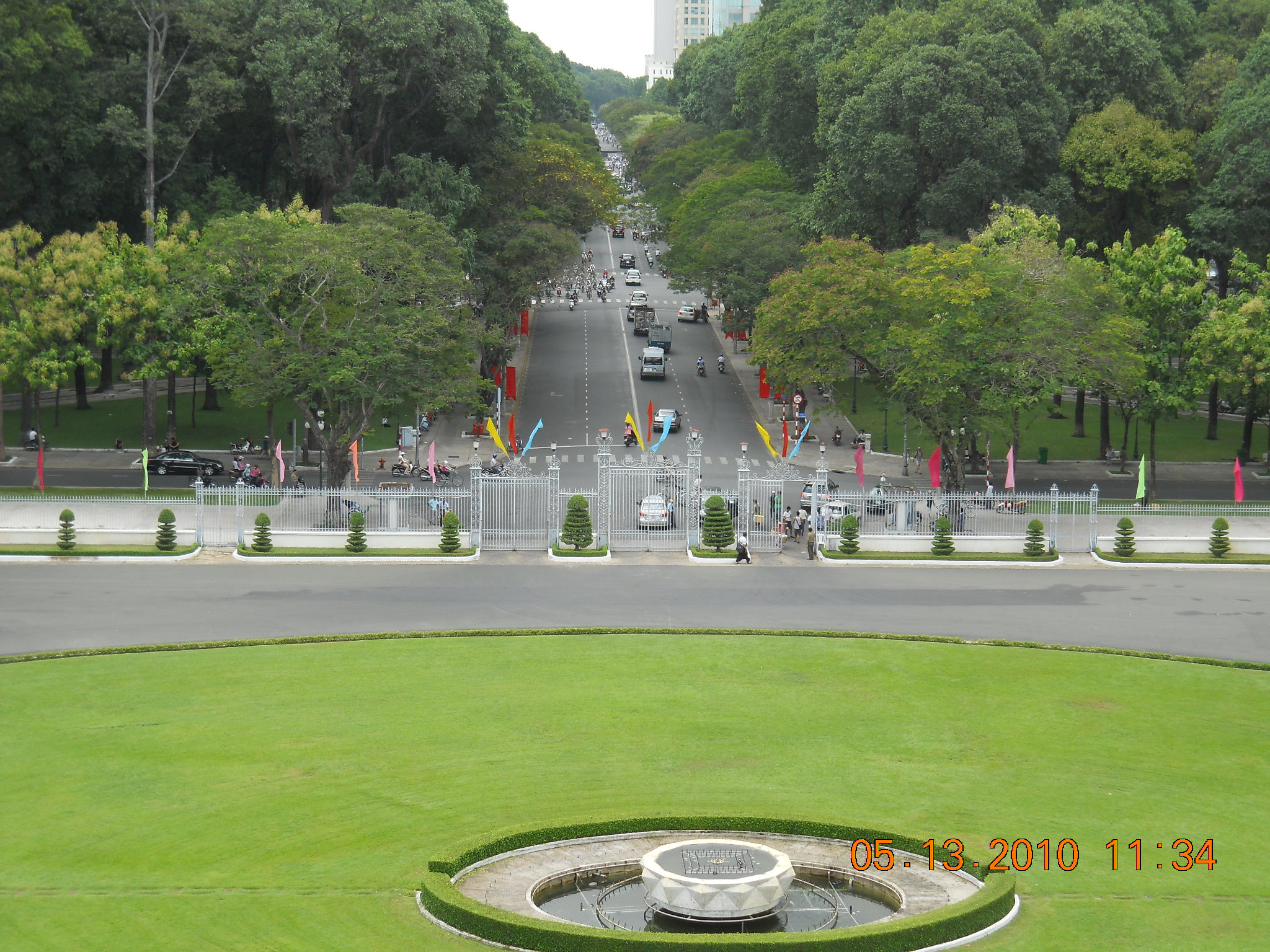

4月30日公园（越南语：／），是越南胡志明市市中心的一个公园，位于第一郡𤅶犧坊，统一宫对面，西貢聖母聖殿主教座堂后面。该公园由黎笋街（Lê Duẩn）和巴斯德街（Pasteur）分割而成的四块矩形土地组成，总面积3.5公顷，其中树木为2.5公顷。 公园的四面均为道路：韓詮街（Hàn Thuyên）、亞歷山德羅街（Alexandre de Rhodes）、范玉石街（Phạm Ngọc Thạch）和南圻起义街（Nam Kỳ khởi nghĩa），用以纪念韓詮和亞歷山德羅对字喃和国语的贡献。

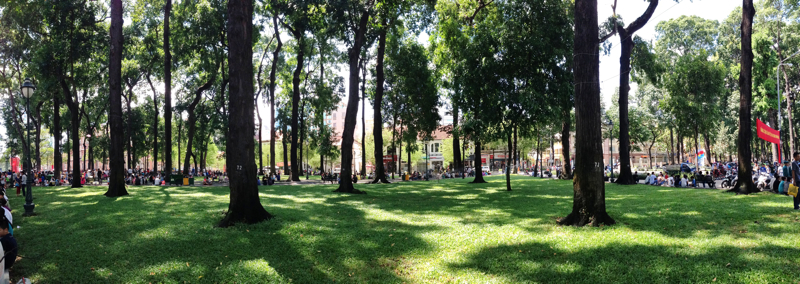
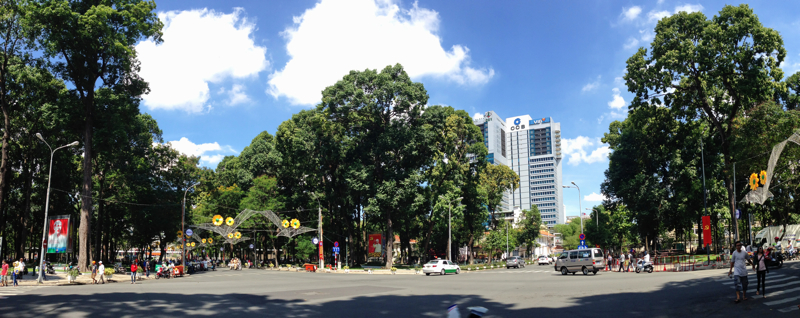